# Cratere Kobro
Kobro  è un cratere sulla superficie di Mercurio.